# Ludwig Paischer
Ludwig Paischer (n. 28 noiembrie 1981, Oberndorf bei Salzburg, Salzburg, Austria) este un judocan austriac, medaliat olimpic. A participat la 4 ediții ale Jocurilor Olimpice (2004, 2008, 2012, 2016) în care a câștigat o medalie de argint.